# Johann von Aldringen
Johann Reichsgraf von Aldringen (Thionville, 10 de diciembre de 1588-Landshut, 22 de julio de 1634) fue un maestre de campo que comandó las fuerzas hispano-imperiales durante la Guerra de los Treinta Años.

## Biografía
Nacido en los Países Bajos Españoles, Johann von Aldringen pasó su juventud viajando por Italia y Francia. Posteriormente ingresó en la Sorbona de París, deseoso de completar su educación.
En 1606 entró al servicio de España y permaneció en los Tercios hasta que en 1618 se incorporó al ejército imperial. Nombrado coronel en 1622, destacó por su actuación en 1626 en la Batalla de Dessau. Este hecho permitió la victoria posterior de Albrecht von Wallenstein contra las tropas protestantes de Ernesto de Mansfeld.
Años más tarde, junto a su gran amigo Matthias Gallas y al servicio del conde de Collalto derrota a los franceses durante la Guerra de Sucesión de Mantua, ocupando en 1630 la capital ducal. De regreso a Alemania en 1631, se convirtió en el comandante de artillería de Johann Tserclaes, conde de Tilly. Con la muerte de este en la batalla de Rain, Aldringen le sustituye al frente de las tropas de la Liga Católica Alemana y es nombrado mariscal de campo.
Después de la muerte de Wallenstein, Johann von Aldringen dirigirá las fuerzas imperiales contra los suecos hasta su muerte durante el saqueo sueco de la ciudad bávara de Landshut el 22 de julio de 1634.